# Grammatisches Informationssystem
Das Grammatische Informationssystem (grammis) ist ein am Leibniz-Institut für Deutsche Sprache (IDS) in Mannheim beheimatetes Internet-Informationssystem zur deutschen Grammatik. Es richtet sich an alle, die Erklärungen und Hintergrundwissen zu grammatischen Erscheinungen suchen, also insbesondere an Studierende, Lehrende und Sprachwissenschaftler.

## Der Projekthintergrund
Die Projektgeschichte von grammis reicht bis in die erste Hälfte der 1990er Jahre zurück. Sie ist eng verflochten mit den Erkenntnissen, die am IDS im Zusammenhang mit der Erarbeitung der umfangreichen IDS-Grammatik (Grammatik der deutschen Sprache) für das Deutsche, also einer systematischen Beschreibung formaler Sprachregularitäten, in Printform gesammelt wurden.
Daran anschließend wurde in der Grammatik-Abteilung Mitte 1993 das Forschungsprojekt grammis (Grammatisches Informationssystem) aus der Taufe gehoben. Im Rahmen dieses Projekts soll unter Ausnutzung der Vorteile des hypertextuellen Paradigmas ein Weg erarbeitet werden, um grammatische Fragestellungen unterschiedlichster Art und Komplexität sowohl für den interessierten Laien wie auch für Grammatikexperten zu thematisieren. Seit 2018 ist die Benutzeroberfläche responsiv programmiert und für Mobilgeräte optimiert.
Grammis will weder in direkte Konkurrenz zur Buchausgabe der IDS-Grammatik treten, noch versteht es sich nur als einfache Hypertextifizierung bzw. Digitalisierung der bereits vorhandenen Inhalte. Vielmehr ist es ein Grundlagenprojekt zur Erkundung der Bedeutung hypermedialer Texttechnologie für das kooperative wissenschaftliche Arbeiten und Publizieren. Die Inhalte der Buchausgabe werden in Einzelfällen als programmatische Basis verwendet, nach formalen und funktionalen Gesichtspunkten segmentiert und als Hypertexteinheiten vernetzt. In besonderem Maße jedoch wird das Informationssystem um neue inhaltliche und funktionale Komponenten erweitert. Dazu gehört, grammatisches Wissen nicht nur visuell, sondern – wo angebracht – auch auditiv bzw. audiovisuell zu vermitteln, d. h. die Möglichkeiten der Multimedialität zu nutzen. Zu diesem Zweck können Tondokumente angebunden werden, die Merkmale der gesprochenen Sprache wie Akzentuierung oder Intonation einfacher begreiflich machen. Dazu gehört weiterhin, abstrakte Strukturen und Zusammenhänge (z. B. Wortstellung und Diathesen) sowie Vorgangsbeschreibungen mit Hilfe animierter Grafiken oder Videopassagen zu verdeutlichen. Und schließlich impliziert Hypermedia auch die flexible Einbindung interaktiver Recherche-Ergebnisse aus Datenbanken und Textkorpora.
Mit ca. 100.000 Seitenabrufen pro Monat ist grammis eines der meistfrequentierten wissenschaftspraktischen Online-Systeme des Instituts für Deutsche Sprache.

## Inhalte
Derzeit umfasst das Angebot drei Hauptkategorien (Forschung, Grundwissen, Ressourcen) mit insgesamt mehreren tausend Hypertexteinheiten. Kernstücke sind die Systematische Grammatik, eine Propädeutische Grammatik sowie die Grammatik in Fragen und Antworten. Das Modul Korpusgrammatik trägt theoretisch und praktisch dazu bei, grammatische Forschung zum Standarddeutschen mit Mitteln der Korpuslinguistik und Statistik auf eine empirische Basis zu stellen. In diesen Komponenten wird versucht, ein Gesamtbild der Grammatik der deutschen Gegenwartssprache zu entwerfen und aktuelle linguistische Forschungsergebnisse zu vermitteln. Die verwendeten Fachtermini erläutert eine Wissenschaftliche Terminologie; grammatische Wörterbücher liefern Spezialinformationen zu Funktionswörtern wie Präpositionen und Konnektoren, darüber hinaus zu Affixen und ausgewählten Verben. Abgerundet wird das System durch die Grammatische Bibliografie, die eine differenzierte Literaturrecherche in der Bibliographie zur deutschen Grammatik (BDG) ermöglicht. Seit 2018 finden sich in grammis auch Informationen zur deutschen Rechtschreibung (Regelwerk, Rechtschreibwortschatz und Literatursammlung).